# Tipula (Acutipula) amytis
Tipula (Acutipula) amytis is een tweevleugelige uit de familie langpootmuggen (Tipulidae). De soort komt voor in het Palearctisch gebied.